# Марцевич, Эдуард Евгеньевич
Эдуа́рд Евге́ньевич Марце́вич (29 декабря 1936, Тбилиси — 12 октября 2013, Москва) — советский и российский актёр театра и кино, педагог. Народный артист РСФСР (1987). Член КПСС с 1967 по 1991 год. .

## Биография
Отец — Марцевич Евгений Михайлович (1911—1974) актёр, мать — Крылова (урожд. Сарапкина) Нина Алексеевна (1914—1980) суфлёр Бакинского рабочего театра (ныне — Академический русский драматический театр имени Самеда Вургуна в г. Баку). Эдуард Марцевич родился 29 декабря 1936 года в Тбилиси во время двухмесячных гастролей театра в Грузии.
Дипломной работой Марцевича была роль Алексея в спектакле «Оптимистическая трагедия».

В качестве дипломной работы Коршунов взял акт из «Оптимистической трагедии». В это время я снимался в кино в Ленинграде и целые полгода бывал в Москве только наездами. Поэтому в дипломном спектакле мне досталась небольшая роль глухонемого офицера, который ничего не слышит и только улыбается, когда над ним издеваются. Но за четыре дня до экзамена что-то случилось с исполнителем роли главного героя Алексея. И эту роль поручают мне. Я успел подготовить её, вышел и сыграл. Сначала мы показывали спектакль в Училище, а потом перешли в Учебный театр ГИТИСа. О нашей «Оптимистической трагедии» заговорили в Москве, как о необычном, не рядовом спектакле. О нас писали газеты. И публика шла. Это была режиссёрская удача Виктора Ивановича [Коршунова], поэтому руководство Малого театра решило показать наш спектакль и на сцене филиала. Мы сыграли его там несколько раз.
— Эдуард Марцевич
На втором курсе Марцевич подготовил отрывок из трагедии Шекспира «Гамлет». Перед выпуском из училища этот отрывок был показан перед Охлопковым. Охлопков после раздумий принял решение взять его в труппу Театра им. Вл. Маяковского, состоялось это в 1959 году. Марцевич заменил в роли Гамлета Евгения Самойлова.
Благополучная и удачливая судьба Марцевича в театральном мире ассоциировалась с именем Н. П. Охлопкова, после смерти которого Марцевич принимает решение уйти из Театра им. Маяковского и в 1969 г. становится артистом Малого театра.
В 1973—1975 годах преподаёт в Высшем театральном училище имени М. С. Щепкина.
В 1987 году Эдуарду Марцевичу присвоили звание народного артиста РСФСР. По 2013 год актёр работал в кино и регулярно выходил на сцену Государственного академического Малого театра.
Скончался в Москве на 77-м году жизни 12 октября 2013 года. Церемония прощания с актёром состоялась 17 октября в Малом театре. Похороны прошли на Троекуровском кладбище Москвы.

## Семья
- 1 супруга — Елена Львовна Рябинкина (род. 1941), балерина, народная артистка РСФСР. Брак распался через 7 лет.
- 2 супруга — Марцевич (урожд. Салямова) Лилия Османовна (1952—2023), служащая в банке. Похоронена рядом с мужем.
- сыновья:
  - Кирилл (род. 1974), окончил Высшее театральное училище им. М. С. Щепкина (курс О. Н. Соломиной и Ю. М. Соломина) в 1995 году, играет в Московском драматическом театре «Модернъ» под руководством С. А. Враговой, председатель Совета молодых специалистов театров Москвы, заместитель директора театра под руководством А. Джигарханяна;
  - Филипп (род. 1980) — окончил Высшее театральное училище им. М. С. Щепкина (курс В. А. Сафронова) в 2001 году. Работал в театре «Сфера». С 2005 года играет на сцене Малого театра.

## Творчество

### Роли в театре

#### Театр имени Вл. Маяковского
- «Гамлет» У. Шекспира — Гамлет
- «Иркутская история» А. Арбузова
- «Царь Эдип» Софокла — царь Эдип
- «Нас где-то ждут» А. Арбузова
- «Как поживаешь, парень?» В. Пановой
- «Проводы белых ночей» В. Пановой — Валерик Сестрорецкий
- «Современные ребята» М. Шатрова
- «Под каштанами Праги» К. Симонова

#### Малый театр
- «Царь Фёдор Иоаннович» А. К. Толстого — Царь Фёдор Иоаннович
- «Оптимистическая трагедия» В. Вишневского — Алексей
- «Заговор Фиеско в Генуе» Ф. Шиллера — Фиеско
- «Царь Борис» А. К. Толстого — Василий Шуйский
- «Холопы» П. Гнедича — Веточкин
- «Стакан воды» Э. Скриба — Мешем
- «Каменный хозяин» Леси Украинки — Дон Жуан
- «Отцы и дети» по И. Тургеневу — Аркадий Кирсанов
- «Униженные и оскорблённые» по Ф. Достоевскому — Алёша
- «Дядюшкин сон» по Ф. Достоевскому — Князь
- «Пучина» А. Н. Островского — Кисельников
- «Вишнёвый сад» А. П. Чехова — Петя Трофимов
- «Обрыв» по И. Гончарову — Райский
- «Рядовые» А. Дударева — Дугин
- «Ревизор» Н. Гоголя — Хлопов[7]

## Фильмография
- 1958 — Отцы и дети — Аркадий Кирсанов
- 1959 — Аннушка — Вовка
- 1964 — Повесть о молодых супругах (фильм-спектакль) — Серёжа
- 1965 — Война и мир — Друбецкой
- 1965 — Под каштанами Праги (фильм-спектакль) — Стефан
- 1968 — Красная палатка — Финн Мальмгрен
- 1970 — Кража — коллекционер Алексей Буров
- 1971 — Отзвуки прошлого — Хейни Бюнинг
- 1971 — Былое и думы (фильм-спектакль)
- 1973 — Лавры — Леонид Шляхтич
- 1973 — Самый последний день (фильм-спектакль) — Сергей
- 1973 — Обрыв (фильм-спектакль) — Борис Павлович Райский
- 1973 — Инженер (фильм-спектакль) — Елисей Малиновский
- 1974 — Ищу мою судьбу — отец Александр
- 1974 — Гончарный круг — режиссёр-оператор Денис
- 1975 — Эта тревожная зима — детский врач Вячеслав Иванович Огородников
- 1976 — Четыре времени года — Овчаренко
- 1976 — Вишнёвый сад (фильм-спектакль) — Пётр Сергеевич Трофимов
- 1977 — Обелиск — Павел Васильевич Миклашевич
- 1977 — Семейные обстоятельства — Никодим, отчим Серёжи
- 1978 — Средство Макропулоса (фильм-спектакль) — Альберт Грегор
- 1979 — Ипподром — полковник милиции Турин
- 1980 — Хлеб, золото, наган — главарь банды Аркадий Николаевич Мезенцев
- 1980 — Идеальный муж — лорд Артур Горинг
- 1980 — Ты должен жить — капитан Степан Федосеевич
- 1980 — Старые долги — режиссёр театра Вадим Гороховский
- 1980 — Кодовое название «Южный гром» — Кампински
- 1980 — Карл Маркс. Молодые годы — Генрих Гейне
- 1980 — Этот фантастический мир (фильм-спектакль) (Выпуск 3. Эпизод «Блистающий мир»)
- 1981 — Женщина в белом — баронет сэр Персиваль Глайд
- 1981 — Крепыш — председатель общества коннозаводчиков
- 1981 — Россия молодая — Франц Лефорт
- 1981 — Паруса моего детства — Зарецкий
- 1982 — С вечера до полудня — Лёва Груздев, бывший жених Нины
- 1981 — Этот фантастический мир (фильм-спектакль) (Выпуск 6. Эпизод «Уровень шума») — Мартин Нэгл
- 1982 — Звезда и смерть Хоакина Мурьеты — Шарманщик
- 1982 — Государственная граница. Фильм 3-й: Восточный рубеж — бывший полковник Александр Яковлевич Барков
- 1982 — Переворот по инструкции 107 — шеф госпиталя
- 1983 — Зелёный фургон — А. Патрикеев, отец Володи, профессор филологии
- 1983 — Чёрный замок Ольшанский — Марьян Пташинский, историк
- 1983 — У опасной черты — Штроп, химик
- 1983 — Вознаграждение — тысяча франков — майор Жедуар
- 1984 — ТАСС уполномочен заявить… — Дмитрий Степанов, советский журналист
- 1984 — Дом на дюнах — Хэдлстон
- 1984 — Канкан в Английском парке — Лодзен, шеф службы безопасности радио «Свобода»
- 1984 — Продлись, продлись, очарованье… — писатель
- 1985 — Странная история доктора Джекила и мистера Хайда — Невил
- 1985 — Этот фантастический мир (фильм-спектакль) (выпуск 11) — полковник Дарвин
- 1986 — Мусорный ветер — Лихтенберг
- 1988 — Холопы (фильм-спектакль) — Веточкин
- 1989 — Дорога через руины — учитель Михаил
- 1990 — Короткая игра — Игорь Алексеевич Теплов, делец
- 1990 — Сделано в СССР — Борис Фёдорович, учитель музыки
- 1991 — Рабэ вумэн (Резиновая женщина) — Иван Ильич Радонежский, скульптор
- 1991 — Красный остров — директор театра Геннадий Панфилович / кардинал
- 1991 — Между воскресеньем и субботой
- 1991 — Капитан Крокус и тайна маленьких заговорщиков — главный ростовщик
- 1992 — Грех — напарник Седого
- 1992 — Казино — Мэйс
- 1992 — Сумасшедшая любовь — художник, пациент психлечебницы
- 1993 — Пчёлка — «Седой», фальшивомонечик-рецидивист
- 1993 — Аз воздам (Белоруссия, Польша) — епископ Бжогтовский
- 1994 — Мсье Робина (Украина) — Джон Янг, сосисочник из Америки
- 1994 — Маэстро вор — Пётр Сергеевич Хлынов
- 1994 — Царь Борис (фильм-спектакль) — Василий Шуйский
- 1995 — Объект «Джей» (Украина) — французский генерал
- 2000 — Маросейка, 12, серия «Ген смерти» — Яцек Топорков
- 2000 — Пантера. Испытательный срок — Лев Сергеевич
- 2001 — Блюстители порока — Гарднер
- 2001 — Курортный роман — Сергей
- 2002 — Маска и душа — Всеволожский, директор Мариинского театра
- 2002 — Главные роли — профессор
- 2003 — Люди и тени-2. «Оптический обман» — Зыбин
- 2003 — А поутру они проснулись — профессор
- 2003 — Жизнь одна — академик Белёнкин Иван Ильич
- 2003 — Театральный роман — Герасим Николаевич, изящный блондин
- 2003 — Спас под берёзами — Андрей Пыхтин
- 2003 — Запомните, меня зовут Рогозин! — Грачёв, бывший сотрудник КГБ
- 2004 — Пепел «Феникса» (Россия, Украина) — Николай Николаевич Артоболевский
- 2004 — Боец — Костя Империал, авторитет
- 2005 — Охота за тенью (Украина) — мистер Грегор, дед Эндрю
- 2005 — Клоунов не убивают — хозяин
- 2005 — Сыщики районного масштаба — Николай Васильевич Смыслов
- 2005 — Авантюристка — Фёдор Степанович, главный бухгалтер «Глобуса»
- 2005 — Тайная стража — Костырёв
- 2005 — Три сестры (фильм-спектакль) — Чебутыкин Иван Романович
- 2005—2007 — Запороги (Украина) — царь Алексей Михайлович
- 2006 — Цена безумия — психиатр, отец Марины
- 2006 — Иван Подушкин. Джентльмен сыска — Водовозов
- 2007 — Вопреки здравому смыслу — Вячеслав Петрович, отец Марины
- 2007 — Анна Каренина — князь Щербацкий
- 2007 — Кровавая Мэри — Матушкин
- 2010 — Иванов — Матвей Семёнович Шабельский, дядя Иванова
- 2011 — Паутина-3 — Евгений Ипполитович Завальский
- 2010—2011 — Всё к лучшему — Алексей Петровский, дед
- 2011 — Раскол — патриарх Иосиф (нет в титрах)

## Радиопостановки
- 1986 — Накануне — радиокомпозиция спектакля «Накануне» Государственного Малого театра СССР — от автора.

## Признание и награды
- Заслуженный артист РСФСР (1974)
- Народный артист РСФСР (1987)
- Орден «За заслуги перед Отечеством» IV степени (3 сентября 2006 года) — за большой вклад в развитие отечественного театрального искусства и многолетнюю плодотворную деятельность[8]
- Орден Дружбы (22 января 1997 года) — за заслуги перед государством, большой вклад в укрепление дружбы и сотрудничества между народами, многолетнюю плодотворную деятельность в области культуры и искусства, высокие достижения в развитии физической культуры и спорта[9]
- Медаль «Ветеран труда»
- Медаль «В память 850-летия Москвы»
- Премия Правительства Российской Федерации в области культуры (23 января 2008 года) — за спектакль по пьесе Н. В. Гоголя «Ревизор»[10]